# Morton L. Isler
Morton Lee Isler (* 27. Juli 1929 in New York) ist ein US-amerikanischer Ornithologe. Er arbeitet eng mit seiner Frau Phyllis Reynolds Isler (* 22. Dezember 1931) zusammen.

## Leben
Die Islers widmen sich seit 1981 vollständig der Ornithologie. Sie sind als Wissenschaftliche Mitarbeiter an der Vogelabteilung der Smithsonian Institution tätig.
Ihre Forschungsinteressen beschäftigen sich mit der Rekonstruktion von geographischen Mustern der Artbildung und Überprüfung von Artgrenzen innerhalb der neotropischen Familien der Ameisenvögel (Thamnophilidae) und der Ameisenpittas (Grallariidae), wobei sie die Entwicklung von Gesangseigenschaften kartieren und verhaltensbezogene sowie morphologische Daten in Zusammenhang mit molekularen Phylogenien, die von Robert Terry Chesser und Mitarbeitern der Louisiana State University, des Field Museum und der Universidad de los Andes (Bogotá) entwickelt wurden, verwenden.
1987 veröffentlichten Morton und Phyllis Isler das Buch The Tanagers: Natural history, distribution, and identification, das zu den Standardwerken über die Tangaren zählt.
1997 beschrieben Morton Isler, Phyllis Isler und Bret M. Whitney die Unterart Thamnophilus stictocephalus parkeri des Tapajosameisenwürgers. Im Jahr 2002 beschrieben sie den Einfarb-Ameisenvogel (Percnostola arenarum). Im Jahr 2006 stellten Isler und Robb T. Brumfield die Gattung Epinecrophylla aus der Familie der Ameisenvögel auf. Im Jahr 2013 stellten Isler und seine Kollegen Gustavo A. Bravo und Robb T. Brumfield die neue monotypische Gattung Aprositornis  für den Zweifarb-Ameisenvogel auf, der ehemals in der Gattung Myrmeciza stand. Im selben Jahr beschrieb er gemeinsam mit Bret M. Whitney die Unterart Epinecrophylla amazonica dentei des Amazonasameisenschlüpfers.

## Dedikationsnamen
Im Jahr 2012 ehrten Gustavo A. Bravo, Terry Chesser und Robb T. Brumfield Morton und Phyllis Isler im Epitheton der Gattung Isleria. Im Jahr 2016 stellten Kevin Burns und seine Kollegen die Gattung Islerothraupis auf.